# وایت سیتی، شهرستان سنت لوسی، فلوریدا
وایت سیتی (به انگلیسی: White City) یک منطقهٔ مسکونی در ایالات متحده آمریکا است که در شهرستان سنت لوسی، فلوریدا واقع شده‌است. وایت سیتی ۱۸٫۳ کیلومتر مربع مساحت و ۳٬۷۱۹ نفر جمعیت دارد و ۴ متر بالاتر از سطح دریا واقع شده‌است.
جمعیت غالب این شهر سفیدپوستان هستند و بعد از آن آمریکایی های آفریقایی تبار قرار می گیرند.